# Pardosa oreophila
Pardosa oreophila este o specie de păianjeni din genul Pardosa, familia Lycosidae, descrisă de Simon, 1937. Conform Catalogue of Life specia Pardosa oreophila nu are subspecii cunoscute.